# David Stav
Rabi David Šlomo Stav (hebrejsky דוד שלמה סתיו‎,‎* 13. května 1960 v Jeruzalémě) je izraelský rabín a neúspěšný kandidát na vrchního rabína Izraele ve volbách v roce 2013. Je rabínem města Šohamu, předseda sdružení rabínů Cohar, rabínem mládežnické organizace Ezra a mluvčím Jednoty hesder ješiv.

## Biografie
Narodil se roku 1960 Šmuelovi a Hadase Stavovým. Studoval na ješivě Merkaz ha-rav.
Vyučoval na ješivě Or Ecijon, byl rabínem v Belgii. Roku 1998 založil s r. Juvalem Cherlowem ješivu Orot Ša'ul, kterou spolu vedli do roku 2009. Je spoluzakladatelem nadace Cohar, která má za cíl dialog se sekulární částí izraelské společnosti a mimo jiné organizaci náboženských svatebních obřadů pro ni.
Se ženou Avivou mají devět dětí.

## Kandidatura na vrchního rabína Izraele
Volby vrchního aškenázského rabína Izraele proběhly v létě 2013. Rabína Stava podporovalo mimo jiné 170 členů sionistické rabínské organizace Bejt Hilel. On sám prosazoval větší vstřícnost rabinátu k sekulární izraelské společnosti.